# Perception du temps
La perception du temps désigne la perception subjective que l'on a de l'écoulement du temps.
Si nous possédons des yeux pour voir, des oreilles pour entendre et un nez pour sentir, nous n'avons pas de récepteurs sensoriels dédiés à la perception du temps. Or nous semblons pourtant capables de percevoir l'écoulement du temps. L'étude de la perception du temps se confronte donc à ce qui peut sembler un paradoxe renvoyant à la nature même du temps où se rencontrent les expériences psychologiques, les réflexions philosophiques et les mécanismes fondamentaux du cerveau.
La perception temporelle a fait l'objet de nombreux travaux depuis les premières études psychophysiques au XIXe siècle jusqu'aux explorations en imagerie cérébrale les plus récentes. Les expérimentateurs se sont attelés à distinguer différents types de phénomènes qui relèvent tous de la perception du temps :
- la perception des durées ;
- la perception et la production de rythmes ;
- la perception de l'ordre temporel (temporalité, non-synchronicité) et de la simultanéité.

La question reste posée de savoir si ces différents domaines de la perception temporelle procèdent des mêmes mécanismes ou non, en particulier d'autres distinctions ont été introduites sur la base de l'échelle de temps considérée. Ainsi selon le psychologue français Paul Fraisse, il convient de distinguer la perception temporelle (pour des durées relativement brèves jusqu'à quelques secondes) de l'estimation temporelle qui désigne notre capacité à appréhender des durées longues (supérieures à plusieurs secondes jusqu'à des heures ou davantage).

## Études expérimentales de la perception du temps
L'étude scientifique de la perception du temps remonte aux travaux du psychologue allemand Johann Czermak qui en 1857, publie une série de résultats sur ce qu'il appelle le "sens du temps" (Zeitsinn). Au moyen des méthodes de la psychophysique naissante, il entreprend de mesurer :
- le plus petit intervalle de temps perceptible dans les différentes modalités sensorielles (vision, audition et toucher)
- comment une même durée est perçue par les différents sens
- comment varie la perception de la vitesse d'un objet en fonction de la perception de l'espace

Ces questions posent les jalons de l'étude expérimentale du « temps psychologique ».
À la même époque et pendant toute la deuxième moitié du XIXe siècle, Ernst Mach, Karl von Vierordt, Wilhelm Wundt ou Gustav Fechner mènent eux aussi des expériences visant à tester si la perception du temps possède des caractéristiques communes avec la perception d'autres grandeurs physiques, par exemple si elle obéit à la loi de Weber ou non. L'une des premières conclusions de ces travaux fut de montrer que la perception temporelle suit approximativement une loi de Weber sur certaines gammes de durées dont l'étendue varie suivant les conditions expérimentales.
Au cours du XXe siècle, la psychologie expérimentale poursuit l'étude de la perception du temps chez l'homme au moyen de paradigmes nouveaux en la comparant avec les données obtenues chez l'animal. Au moyen de procédures adaptées, il a rapidement été montré que les animaux de laboratoire (rat, pigeon, chat et singe principalement) étaient sensibles aux relations temporelles entre les événements. Déjà, les expériences de Pavlov sur le conditionnement indiquait qu'un chien habitué à recevoir de la nourriture à un délai fixe après une sonnerie salivait en anticipation de ce stimulus appétitif. L'un des protocoles ayant permis de mettre en évidence les capacités chronométriques de l'animal est la peak procedure : dans ce type d'expérience, l'animal est entrainé à attendre une certaine durée avant de faire un geste donné (par exemple appuyer sur un levier) afin de recevoir une récompense. S'il appuie trop tôt, aucune récompense n'est délivrée. Or les animaux non humains sont parfaitement capables d'effectuer cet exercice, prouvant en cela qu'ils possèdent eux aussi un sens du temps. Par la suite, des expériences similaires ont permis de montrer que les performances temporelles des animaux se conforment elles aussi à la loi de Weber. Si bien que, même si les sensibilités sont différentes d'une espèce à l'autre, il semblerait que la perception du temps chez l'homme et l'animal soient fondée sur les mêmes bases neurobiologiques.
Parallèlement, la psychopharmacologie a permis d'aborder ces questions sous un angle plus biologique : de multiples travaux ont montré que certaines molécules psychoactives pouvaient perturber la perception du temps, humaine comme animale. C'est ainsi que le système dopaminergique semble jouer un rôle critique, au moins s'agissant des durées "supra-secondes" (i.e., supérieures à quelques secondes) pour lesquelles des paradigmes expérimentaux analogues ont pu être explorés chez l'humain et chez l'animal.
Comme dans d'autres domaines de la psychologie expérimentale, l'informatique joue désormais un rôle important dans les laboratoires de recherche. La rapidité des systèmes électroniques permet en effet de mieux contrôler la présentation des différents stimuli (visuels, auditifs...), un aspect évidemment critique des expérimentations sur la perception temporelle. Mais plus généralement, l'informatique facilite le recueil et l'analyse des données. Les systèmes informatiques sont aussi des éléments centraux des outils d'imagerie cérébrale qui sont employées dans les neurosciences cognitives contemporaines. Parmi ces techniques, l'électroencéphalographie (EEG) a joué et continuer de jouer un rôle important dans l'étude expérimentale de la perception du temps car cette technique donne accès à l'activité cérébrale avec une précision inférieure à la milliseconde. On a ainsi pu mettre en évidence des ondes électriques dites lentes (comme l'onde CNV, contingente negative variation) qui apparaissent lorsqu'un individu attend un stimulus se produisant après un délai donné.
Par ailleurs, l'augmentation des capacités de calculs permet de modéliser les mécanismes supposés afin d'en tirer certaines prédictions que l'on peut ensuite vérifier empiriquement sur des données réelles. Les modélisations sur la base de réseaux neuronaux ont ainsi montré que, sous certaines conditions, le traitement de l'information temporelle peut être un phénomène émergent de la circuiterie neuronale, sans qu'il ne soit nécessaire d'évoquer un mécanisme spécifique, telle une "horloge centrale".

## Mécanismes physiologiques
On peut distinguer plusieurs mécanismes de perception du temps, selon l'échelle à laquelle on se place :
|                                  | Rythme circadien (cycle jour/nuit)                       | Interval timing                                                 | Milisecond timing                       |
| -------------------------------- | -------------------------------------------------------- | --------------------------------------------------------------- | --------------------------------------- |
| Effets sur le comportement       | Appétit, Cycles Sommeil-Veille                           | Anticipation, Prise de décision, Estimation du temps consciente | Langage parlé, Musique, Contrôle moteur |
| Structures cérébrales impliquées | Noyaux suprachiasmatiques                                | Circuits cortico-striataux, Neurones dopaminérgiques            | Cervelet                                |
| Mécanisme                        | Boucles de régulation transcriptionnelle/traductionnelle | Détection de coïncidence, Long term polarization                | Peu connus                              |

### Modèles d'horloge interne
Jusqu'à présent plusieurs hypothèses s'affrontent sans pour autant être contradictoires.
- d'une part le modèle dit de pacemaker-accumulateur proposé en 1984 par Gibbon, Church et Meck[2]. Inspiré du mouvement cognitiviste, ce modèle postule l'existence d'un pacemaker qui délivre des impulsions de manière régulière. Ces impulsions sont "stockées" dans un accumulateur. Lorsqu'il s'agit par la suite d'effectuer un jugement temporel, comparer la durée de deux stimuli par exemple, l'accumulateur communique le nombre d'impulsions comptabilisées lors de la première durée dans ce qui est appelé une "mémoire de référence". Lors de la seconde durée, le contenu de l'accumulateur est transféré en mémoire de travail et est comparé à la mémoire de référence. En fonction de la différence relative, le sujet testé peut répondre (avec une certaine erreur) si la première durée est plus longue ou plus courte que la seconde. Dans les années qui ont suivi la présentation de ce modèles, de nombreuses tentatives furent menées pour assigner des bases neurobiologiques à ces différents opérateurs intervenant dans le modèle de pacemaker-accumulateur. Dans les versions les plus courantes de ce modèle, il existerait ainsi des zones cérébrales spécialisées dans le traitement de l'information temporelle, indépendamment de la modalité sensorielle du stimulus par exemple. Meck a ainsi suggéré que le système des ganglions de la base pouvaient jouer le rôle de pacemaker-accumulateur, tandis que d'autres comme Richard Ivry défendait plutôt l'idée que le cervelet (en particulier le vermis) était central dans la perception temporelle.
- d'autre part le modèle de l'encodage spatial du temps, tenant compte de la dynamique des réseaux neuronaux. Le principe est le suivant : lorsque l'on perçoit un stimulus, il va y avoir activation d'un certain nombre de neurones au sein d'un réseau. On peut voir le réseau de neurones comme une grille. Ainsi l'information temporelle est encodée par le nombre et la position des neurones activés. Des neurones "extérieurs" peuvent décoder cette information grâce à un renforcement des synapses spécifiques des neurones détectés. Pour qu'un tel modèle soit possible, il faut cependant qu'un stimulus déclenche toujours la même cascade d'évènements, ce qui semble être le cas d'après des études de modélisation informatique.
- d'autres hypothèses sont également prises en compte, incluant des "neurones oscillateurs" ou des différences dans l'activation des neurones.